# Podatek
Podátek (latinsko Datum) je trditev sprejeta kot nominalna vrednost. Veliko področje pomembnih trditev zajema dimenzije ali opazke z možnostjo odstopanja oziroma zaznave. Po navadi podatki zajemajo številke, besede ali slike. So zapisana dejstva predstavljena na jedrnat način, ki jim ljudje pripisujemo pomen s pomočjo lastnega znanja in na ta način si pridobimo več znanja in reagiramo na ustrezen način. In iz podatkov dobimo informacijo, kajti če želimo dobiti neko informacijo, moramo zbirati podatke. Primer podatka je na primer teža 10kg. Če nas zanima samo teža, potem povsem zadošča ta podatek. Če pa želimo vedeti kolikšna je višina, potrebujemo še podatek o velikosti. Vsak dan sprejemamo veliko količino podatkov od katerih marsikateri za nas trenutno ni uporaben, zato jih moramo znati ločiti in iz njih izbrati informacijo, ki je za nas uporabna.

## Informatika
Informacijska tehnologija (IT) je tehnologija, ki omogoča zbiranje, obdelavo, shranjevanje, razpošiljanje ter uporabo podatkov in informacij. IT delimo na strojni in programski del. IT je splošni izraz, ki označuje naprave (radio, magnetofon, telefon, telefax, modem, digitalne avdio in video naprave, računalnike,...) in programe s katerimi je mogoče opravljati zbiranje, shranjevanje, obdelavo in prenos informacij.
V informatiki je podatek obdelovana »surovina«. Iz podatkov v postopku obdelave dobimo informacijo. Podatki so zapisani s kodo. Rečemo, da so kodirani. Podatki so lahko sestavljeni (npr.: podatkovne baze, predmeti). V sodobnih digitalnih napravah so podatki zakodirani dvojiško oziroma binarno. Dve najbolj znani, standardni kodni tabeli sta ASCII in Unicode.
Ljudje se vsakodnevno srečujemo z različnimi predmeti, pojmi in dogodki, kar imenujemo entitete. Opazujemo in opredeljujemo jih vsak po svoje. Značilnost entitete imenujemo atribut, le-ta je določen s podatkom. Podatek o podatku pa imenujemo metapodatek.